# 得宗专制
得宗专制是指日本镰仓幕府时期，由北条氏的家族首领“得宗”掌握幕府权力，实行专制统治的现象。得宗专制開始的時期，一般認為是從弘安八年（1285年）的霜月骚动開始，但也有學者有不同論點。
镰仓幕府的历史一般可分为三大阶段：源氏将军时期、执权政治时期和得宗专制时期。

## 概述
镰仓幕府主要是通过镰仓殿（征夷大将军）与各御家人之间的主从关系维系的。最初，北条氏也不过是镰仓殿的家臣之一，即便是众多御家人中的首席人物，也不是主君。在三代将军源实朝去世后，源氏将军家断绝，幕府开始从摄关家或皇族中迎立镰仓殿（称为“摄家将军”和“宫将军”），镰仓殿逐渐虚位化。这时，代替镰仓殿主持幕府的是由有力御家人组成的合议机构——评定众，而北条氏出任的执权，仅仅是这个评定众的首席。
然而，随着权力斗争的进行，北条氏逐渐消灭众多有力御家人，并垄断了包括评定众在内的幕府要职，北条一门的实权日益增强。在这个过程中，权力从幕府的公职——执权，逐渐转移至单纯作为北条氏家族首领的得宗，从而形成得宗专制。因此，与其说权力集中于得宗个人，不如说是集中于北条氏一族，特别是得宗家。甚至在某些时期，实际掌握权力的是仅为得宗家执事的内管领，这种情况也被视作得宗专制的一部分。

## 历史
宽元四年（1246年），第五代执权北条时赖发动“宫骚动”，将前将军九条赖经送回京都。次年，北条氏在宝治合战中消灭三浦氏。康元元年（1256年），北条时赖将执权之职让给北条氏一族的北条长时并出家，但仍保有幕府实权。后来，北条时赖的嫡子北条时宗成为第八代执权，其在位时为应对元寇，逐渐将幕府权力集中在北条时宗手中。弘安七年（1284年），北条时宗突然去世，年仅14岁的北条贞时继任执权，由其外祖父安达泰盛和乳父、内管领平赖纲辅佐，并制定新御式目。然而，由于支持安达泰盛的御家人势力（称为“外样”）与支持平赖纲的御内人势力（简称“御内”）发生对立，平赖纲于弘安八年（1285年）发动“霜月骚动”，消灭安达泰盛及其支持者。
平赖纲掌权后，排除外样御家人势力，加强得宗权力，确立由北条氏一门和御内人支撑的体制。后来，平赖纲被成年后的北条贞时所消灭，安达氏作为得宗外戚得以复权，但这一体制并未改变，延续至镰仓幕府灭亡（元弘之乱）。
通说认为，霜月骚动后的体制被称为“得宗专制”。不过，也有学者认为得宗专制始于宫骚动后北条时赖将权力集中于得宗之时，或始于执权与得宗分离的康元元年（1256年），或始于北条时宗去世后外戚和御内人确立为得宗的辅佐的弘安七年。即便持通说观点的学者，也不否认宫骚动之后是得宗权力专制确立的过渡期，但认为执权和得宗权力的分离以及得宗与其他幕府机构（特别是合议决策机构评定众、引付众）的关系尚不足以构成“专制”。
在得宗专制下，北条氏内部确立了得宗对一门的总领地位，一门成员担任评定众、引付众、六波罗探题及各国守护等职位。此外，原为得宗家郎党的御内人也进入幕府机构，在侍所任职。同时，得宗私邸内召开的寄合（参与者称为寄合众）开始决定幕府的重要事务（如原本由评定众审议的御恩和官途等），由此，基于评定众和引付众合议制的执权政治逐步解体，得宗家当主以外的执权地位仅具名义。
北条时宗去世后，其14岁的儿子北条贞时成为得宗家当主，但年轻的北条贞时无法行使北条时宗般的领导力，寄合成为幕府正式的最高决策机构。
正应六年（1293年），成年后的北条贞时通过平禅门之乱消灭掌权的内管领平赖纲，掌控权力，推动得宗权力的集中。但这引发了北条氏一门庶家的强烈对抗。北条贞时在嘉元之乱中试图排除北条庶家的势力，但以失败告终；此后，他失去处理政务的意志，整日沉迷于酒宴，政务荒废，幕府的主导权再次移交给寄合众，得宗如同将军一般成为装饰性的存在。
在北条高时时期，幕府由内管领长崎圆喜和外戚安达时显等寄合成员按“依例无异”的方式（依照先例按形式处理）运作，北条高时亦未被要求发号施令。元弘元年（1331年），北条高时试图排除长崎父子（元弘骚动），但没有成功，最终在未能发挥得宗政治主导权的情况下，幕府于元弘三年（1333年）被御家人足利高氏和新田义贞消灭，北条高时自尽，得宗家也随之灭亡。